# کلی ایات

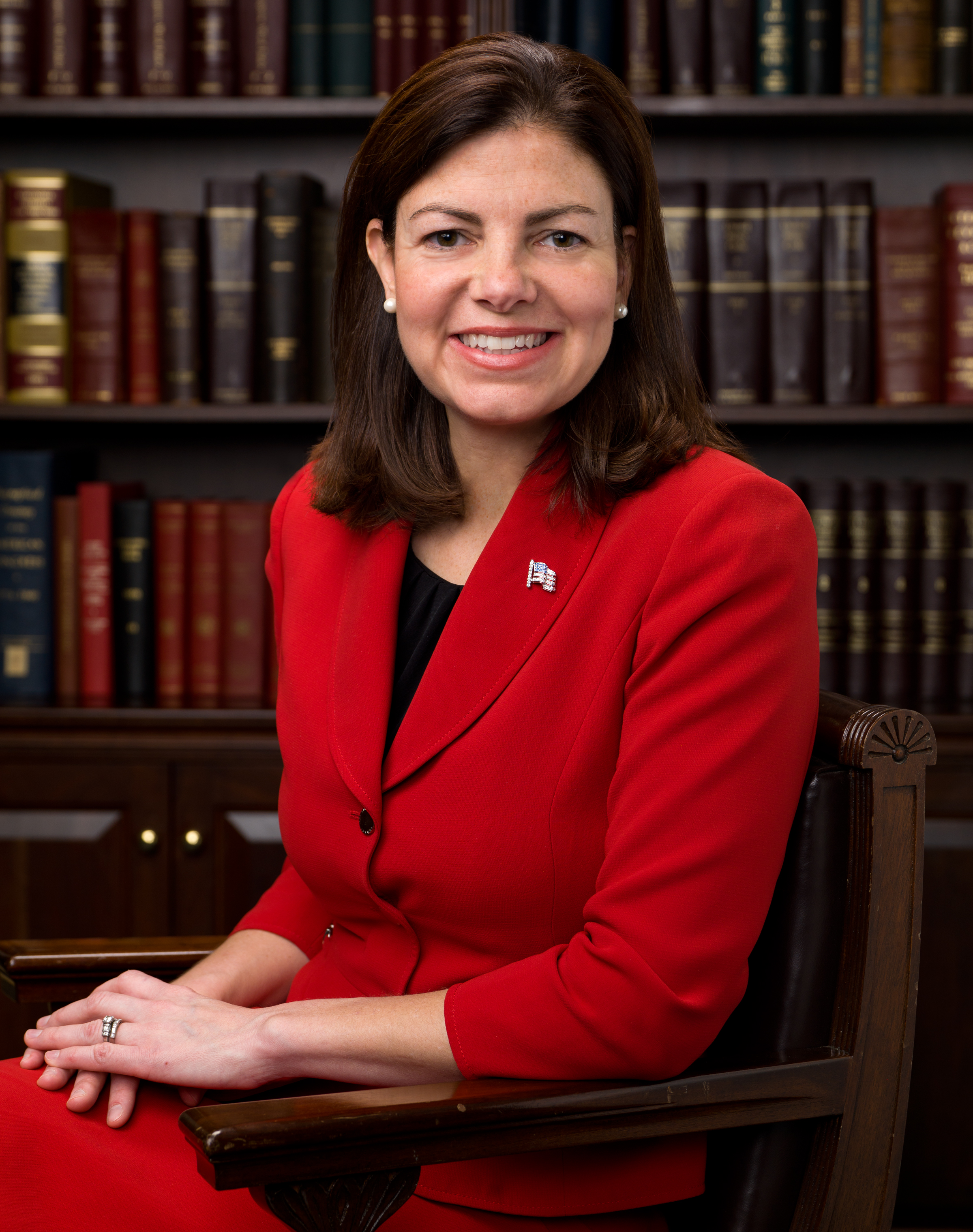
نگاره‌ای از کلی اِیات، سناتور اهل آمریکا - ۲۰۱۱

کلی اِیات (به انگلیسی: Kelly Ayotte) (زادهٔ ۲۷ ژوئن ۱۹۶۸) سناتور ایالت نیوهمپشایر در سنای ایالات متحده آمریکا است که برای نخستین‌بار در ۳ ژانویه ۲۰۱۱ به‌عضویت این مجلس درآمد. وی در زمرهٔ سناتورهای گروه سوم است که به‌مدت ۶ سال در سنا حضور دارند و تا تاریخ ۳ ژانویه ۲۰۱۷ در این مجلس خواهد بود.